# テツワン探偵ロボタック
『テツワン探偵ロボタック』（テツワンたんていロボタック）は、1998年3月8日から1999年1月24日までテレビ朝日系列で、毎週日曜8時 - 8時30分（JST）に全45話が放送された東映制作の特撮テレビドラマ、および作中に登場するロボットの名称。

## 概要
メタルヒーローシリーズの第17作目に当たると共に、テレビシリーズとしての最終作品である。前作『ビーロボカブタック』の「ロボットを主人公としたコメディドラマ」としての路線を踏襲した作品であり、ストーリーや設定などにも前作との共通点がいくつか見られるが、ストーリー上の繋がりや世界観の共有はない。
子供による探偵チームの活躍や怪盗との対決、謎解き、宝探しなど子供向け冒険活劇の要素をふんだんに取り入れつつ、個々の展開にアバンギャルドの対置としてメインライターの山田隆司の持ち味となるキッチュな作風が盛り込まれるなど、ストーリー面に重点を置いた作品作りがなされている。中盤のトラボルト登場以降、ハラッパ国の存亡に関わるストーリーが前面に出されたことで、よりコメディ色は薄れ、ドラマ性が濃くなっていった。監督の渡辺勝也は、探偵要素とコメディのさじ加減が難しかったと述べている。
前半では謎解きの後にゲーム形式のアイテム争奪戦が行われていたが、キャラクターの増加した後半では謎解きと戦闘メインのアイテム争奪戦が同時に行われるようになった。東映プロデューサーの日笠淳は、後年のインタビューでルールが複雑だと指摘を受けたことを証言しており、ステップが1つ2つ多かったと述懐している。

### シリーズの終焉
平均視聴率では『カブタック』の9.7%に対し本作品は9.6%を記録、また最高視聴率は前作を上回るなど視聴率面では堅調であったが、次番組『燃えろ!!ロボコン』を石ノ森章太郎の一周忌に合わせて放送開始すると決定したことを受け、当初の予定よりも1ヶ月近く放送期間が短縮された。
これに伴い、『宇宙刑事ギャバン』から始まった一連の「メタルヒーローシリーズ」も17年の歴史に幕を閉じ、その後の日曜8時台前半の特撮テレビドラマは翌年の『ロボコン』を皮切りに、続く「平成仮面ライダーシリーズ」も含めて石ノ森原作作品へと移行することとなる。

## あらすじ
平和な夢が丘の町に現れたイヌ型ロボットのロボタック。彼の目的は祖国・ハラッパ国を救うというアイテム「ランドツール」を探すことだった。シャードック探偵社で働く羽目になったロボタックは、探偵社社長の杉薫や、その甥・雪柳カケル少年ら「夢が丘少年探偵団」と協力し、シャードックのライバル・ゴールドプラチナ社夢が丘支店のダークロー一味を相手に、ランドツール争奪戦を繰り広げる。

## 登場人物

### ワンダータイプロボット
本作品に登場するロボットには人間が製造するケースと、他のロボットが製造するケースの2つがある。各ロボットに共通して、生まれた時にある程度の設計基準はあるが、それ以降はほぼ独自に生活し財産を蓄えるなど、人間と同等の生活をしている。そのため、登場ロボットは何かしらの一般職業に就いており、常に行動を共にするわけではない。また、人間と同様の食物を摂取することが可能。
ハラッパ国で製造されたワンダータイプロボットはハラッパ式ロボットとも呼ばれており、一部のワンダータイプはジシャックチェンジという機能を備える。ジシャックチェンジ機能を持つロボットは、普段の姿であるノーマルモード（以下Nモード）から、ジー・シャックの掛け声により、性能向上形態のスペシャルモード（以下Sモード）に変形できる。
Sモードへの変形は、一度胴体・両腕・両脚の5体のパーツを磁力で分離して再結合という方法で統一されている。また、ワンダータイプでジシャックチェンジできる者はそれぞれ同じ磁石をジョイントに使っているため、腕や足を付け替えてその特性を得ることもできる。カメロックによると話には聞いていても一度も見たことがなかったようで、第7話では近くで同時に変形した際、互いのパーツが入れ替わったことに混乱する描写があった。
- 撮影方式が統一されていなかったビーロボのスーパーチェンジと違い、ジシャックチェンジの映像は全てコンピュータグラフィックスで製作されている[注釈 7]。
- 玩具「ジシャックチェンジシリーズ」では、このパーツのジョイント部分が文字通り磁石となっており、組み換え遊びがセールスポイントになっていた[8]。元バンダイデザイナーの野中剛は、前年に発売された玩具「超合金魂 マジンガーZ」に使用されていたネオジム磁石に着想を得たものであると証言している。また、手足交換のギミックは前作の「スーパーチェンジシリーズ」でロボット同士の連動性がなかったことから加えられたものだが、野中は劇中での活用については言葉を濁しており、東映プロデューサーの日笠淳もこの設定により個々のアイデンティティが薄まってしまったことを反省点として挙げている[6]。

ロボタック
ハラッパ国を救う宝物ランドツールを探すため、アメリカを経由して夢が丘町にやって来たイヌ型ロボット。2日間飲まず食わずにいた状態でシャードック探偵社を訪れ、杉が頼んだ出前を勝手に食べた代償として、雇われ探偵として働くこととなる。
ジシャックチェンジではNモードの頭部がSモードの上半身に、Nモードの胸がSモードの腰に、Nモードの下半身がSモードの膝から下になる。
普段はおっちょこちょいだが、優しさとガッツは人一倍。大好物はソーセージ。「あんなネバネバで嫌な臭いの物は食べ物じゃない」との理由で納豆が嫌い。「犬猿の仲」にちなんで猿も嫌いで、第20話でなぞなぞコンパスの謎を解くために行った動物園の檻の中にいた猿や、マイトバーンには当初から敵意をあらわにしていた。アメリカ帰りなことから、英語に強い。
最終回でシーホールと共に消滅したと思われ、ハラッパ国の砂浜に墓が建てられたが、実際は小さくなったシーホールの隙間に挟まっていただけで、ロボタックの声を聞いたカケルがワンダフルートのコール音を吹いたことでシーホールから脱出、生還を果たす。エピローグでは、杉の案により、ロンドンにいるカケルからのワンダフルートでの呼び出しを受け、杉と共にロンドンに旅立った。
Nモード時は甲高く可愛らしい口調で、語尾に「バウ」を付けて喋るが、Sモード時はシリアスなヒーロー口調に変わる。Sモード時の決め台詞は、「勇気凛々、腕はビンビン、笛の音色は（が）ワンダフル! ロボタック・アズ・ナンバーワン!!」。次回予告での決め台詞は、「事件がボクを呼んでいるバウ!」。
Sモード時はNモードの10倍のパワーを発揮し、変身前と比べて動きが素早くなる。武器はNモード時の尻尾に相当するRKバー（）で、剣のような形状をしており、相手の頭を殴ると思考回路を狂わせる効果を持つ。パワーアームやランドツールも入手していった。
他のワンダータイプとの換装としては、第7話でカバドス仕様（左腕以外）、第17話でモグラッキーアーム（右腕のみ）、第26話でタッカードウイング、第30話と最終回でモグラッキーの両腕とタッカードウイングを装備したトリプル合体・ドリルウイングスペシャル、第33話でタッカードアーム（右腕のみ）を披露。ドリルウイングスペシャル時の必殺技は、飛行しながらドリルを叩き付けるトリプルフライングアタック。第33話でのタッカードアーム換装時は、タッカーストームとカメロックのカメラズーカを同時に使い、マイティーワンダーにダメージを与えている。
- デザイン段階では探偵の要素は考慮されておらず、劇中ではシャーロック・ホームズ風の衣装を着せることで探偵らしさを表現している。

カメロック
沈着冷静なカメ型ロボット。第1話では回想シーンのみの登場であり、正式登場は次の第2話から。
ジシャックチェンジでは胴体が横向きになり、Nモードの甲羅がスライドしながら左右に分割してSモードの肩を覆い、分離したNモードの頭部の下顎が大きく開いてSモードの頭部が出現し合体する。
チャイナからロボタックを追って日本にやって来たものの、YSTの面々によって「大きなメカがひっくり返る時、ヘソのゴマを取れ」という謎を解くためにひっくり返された挙句その場に放置され、自力で起き上がれずに困っていたところを杉に助けられる。しかし、「助けた礼に竜宮城に連れて行くか金を払え」という杉の要求を断ったために諍いになってしまい、そこにロボタックが現れて「仲間バウ」と紹介したことから、自分も探偵社で働くよう杉に命じられた。
生真面目な性格でややプライドが高く、当初は自分を「天下のカメロック様」と自称したり、ロボタックを「ダメロボット」呼ばわりすることもあったが、ロボタックやYSTと行動していくうちにその面は薄れていった。Nモードの時にひっくり返されると、ジシャックチェンジしない限り自力では起き上がれないのが弱点。
ミミーナから猛烈なラブアタックを受けているものの、ストーカーのような彼女が苦手であり、ミミーナが絡むとどんなことでも失敗してしまう。とはいえ、ミミーナのことは嫌っているわけではなく、最終回でシーホール消滅に赴く前のロボタックの頼みもあって、ミミーナとの交際を約束した。
Sモード時の決め台詞は「硬い甲羅は何のため、愛する者を護るため。気高き闘士・カメロック!」。Sモード時はNモードの15倍の腕力になる。武器はNモードの尻尾に相当するカメラズーカで、カメラとバズーカ砲を組み合わせたような形状をしており、ジェットエンジンのようにも使え、鳥黐などを発射する。第23話での消火活動では、放水モードのウォーターバズーカを使用。
他のワンダータイプとの換装としては、最終回でダークローの左腕とカラスライサー、カバドスの右腕とマサカリホークを装備したマサカリスライサースペシャルを披露。

ミミーナ
ロボットメンテナンスサービスで、ロボットのエネルギー充電を行っているウサギ型ロボット。語尾は「〜ピョン」。
第2話での「最後の試練」の最中にカメロックに助けられたことで一目惚れし、彼を追い回す。そのしつこさはかなりのもので、「最後の試練」の際に何度もカメロックに付きまとって彼を脱落させた。第13話ではカバドスに利用され、カメロックを負けさせるためだけに強引に連れてこられたこともある。一方で、第19話では逆にカメロックだけを勝利に導き、その献身ぶりに感動したマスターランキングの計らいでカメロックと正式にデートを行った。最終回でロボタックの頼みもあって、カメロックと正式に交際できるようになった。
ウサギ型なのでジャンプが得意で、聴力にも優れる。尻力も強く、第14話ではSモードのカバドスとの尻相撲対決に勝っている。
ニンジン型の杖キャロットスティックはバッテリー充電に使用する。電気ショックとしても使用できるが、劇中未使用。

モグラッキー
フランス・パリ市警で働いていたモグラ型ロボット。第15話ラストから登場。
言葉の端々にフランス語を交えて喋り、日本語を覚えたての外人のように語尾に「〜デス」、「〜マス」を付ける口調が特徴。
ジシャックチェンジでは胴体が分離してNモードの頭部が前後逆になってSモードの腰に（口に当たるドリルは引っ込む）、Nモードの胴体が上下逆になってSモードの上半身に、Nモード胴体の腰プレートが回転してSモードの胸部アーマーになる。
第15話の2週間前（第13話）、ランドツールの反応を日本の夢が丘で探知したため、地中を通って夢が丘に来日。ダークローとカバドスに嘘を吹き込まれた上に、なぞなぞコンパスの謎解きのために唐松に毛虫を見せるロボタックや、ミミーナを邪険に扱うカメロックを見たせいで彼らを悪者ロボットと誤解し、一度は敵対してなぞなぞコンパスを奪ったが、謎解きのために「モグラの嫌いなもの」を探ろうとしたダークローとカバドスに暴行を受けたところを助けられ、仲間になった。その後、強烈な光を見ると両目のセンサーが拒絶反応を起こすという弱点を唐松に突かれ、ほぼ強引にパリ市警から夢が丘警察へと転属させられてしまう。
真面目な性格で正義感も人一倍強いが、ランドツール探しと警察捜査の仕事で板挟みになってしまう優柔不断な面もある。フランスパンとワインが好物で、ビールは苦手。
夢が丘に来た当初は唐松と同居していたが、唐松の人使いの荒さに辟易してマンホールの下に転居（住所は「夢が丘4丁目56-7」）。ノックをせずに入ろうとすると電流が流れる仕組みになっている。
Sモード時の決め台詞は「つぶらな瞳でボンジュール。フランス帰りの名刑事・モグラッキー!」。
武器は両肩のラッキードリルと、背中に装備したラッキーピッケル（第23話で初使用）。ラッキードリルはN・Sモード問わず肩から外して拳に装着でき、Sモードでは拳から射出も可能。ラッキードリルをアンテナとして用い、発信器を取り付けた物体から出される信号をキャッチして、ラッキーセンサーで追跡することもできる。他にラッキードリルから電撃を放つ技や、ラッキードリルで地面を掘って砂煙を起こす技、ラッキードリルの回転を利用して風を起こし煙を吹き飛ばす技も持つ。第23話での消火活動では、ラッキードリルを外した右腕から放水機能のウォータードリルを使用。
他のワンダータイプとの換装としては、第17話でロボタックアーム（右腕のみ）を披露。

タッカード
アメリカ帰りのタカ型ロボット。第24話から登場。
ジシャックチェンジはダークローとほぼ同じ変形方式で、こちらはNモードとSモードの両腕が同じパーツであり、Nモードの頭部は分離してホークシールドになる。
産休に入った桃尻先生に代わり、2学期からYSTのクラスの担任教師を務めることになった。教育熱心で熱い心の持ち主なのだが、空気が読めず、熱意が空回りすることが多く、涙もろい上に音痴。そのような性格のため、生徒であるYSTは勿論のこと、ロボタックたちからも鬱陶しがられることもあるが、好かれてもいる。教職に就いてからは、ろくに里帰りをしておらず、故郷の危機について全く知らなかったが、事情を知った後はロボタックたちに協力する。
武器はNモードの頭部に相当する盾のホークシールドと、腕が変形するバズーカ砲タッカーストーム。得意技は連続飛び蹴りのフライングアタック。両腕をタッカードウイングとしてSモードのワンダータイプロボットの腰に装着させることで飛行能力を与えるが、その間、タッカード自身は腕がない状態になってしまう。第24話でのダークロー戦では、ロボタックのRKバーも使用。

トラボルト
探偵会社・ゴールドプラチナ社の創立者兼会長。第20話から登場。
トラ型ロボットであることを誇りに思っており、ネコ呼ばわりされると激怒する。
ジシャックチェンジはロボタックと同じ変形方式。
傲慢かつ横暴な性格で、ダークローとカバドスをこき使いながらランドツールの奪取と試練の書の破棄を狙う。無類の阪神タイガースファンでもあり、ゴールドプラチナ社本社の会長室には無数の阪神グッズや「神様仏様バース様」と書かれた掛け軸、1985年の日本シリーズ優勝時の吉田義男の胴上げ写真などが飾られている。第22話で「ロボタック側の動きを探るのには最高の場所」という理由から、夢が丘支店に引っ越してきた。
時期的にロボタックと、その同世代よりも前に作られたプロトタイプロボットだが、性能は高く、出力面もランドバッテリーを内蔵しているため、他のワンダータイプロボットより一回り上。自分と同じ設計図から作られたロボタックをライバル視している。
本人はトラ型ロボットを自称していたが、後にネコ型ロボットだったことが判明。実はそれはトラの遺伝子チップの開発が難航したため、完成するまでの繋ぎとしてネコの遺伝子チップを代用したためである。完成時、高峯博士にトラ型だと言われ、それを信じていたが、後に（上記の経緯を知らない）研究員の会話を偶然聞き、ネコ型と知ったことでプライドを傷つけられたことを深く恨み、ハラッパ国の滅亡を願うようになった。しかし、最終回で高峯博士から完成したトラの遺伝子チップを与えられたことで改心、ロボタックたちと和解する。
Sモード時の武器はNモードの尻尾に相当する剣イナズンバー。刀身から電撃を放つことができる。また、指から爪を生やすことで、ひっかき攻撃も可能。第23話ではロボタックのRKバーを奪い、イナズンバーとの二刀流を披露。第39話ではミサキがスピーティーワンダーを呼び出すために投げたワンダシードを逆持ちのイナズンバーで打ち返したり、気球に掴まってきたロボタックにNモードのままでイナズンバーを使用した。
他のワンダータイプとの換装としては、第27、30、32話でカバドスの両腕とダークローの両足を装備したトリプル合体・ゴールドプラチナ社スペシャルを披露。第32話では、イナズンバーとマサカリホークによる同時攻撃も行った。

ダークロー
ハラッパ国から亡命してきたカラス型ロボットで、「ハラッパ国のはぐれガラス」を自称する。口癖は「○○だっちゅーの」、「○○だっちゅーに」。
ジシャックチェンジでは胴体が前後逆に、Nモードの尾羽が畳まれてSモードの胸に、Nモードの後頭部がSモードの両腕になる。
ゴールドプラチナ社に雇われているが、その立場は夢が丘支店の「支店長代理」という曖昧なもの。ロボタックたちを邪魔することを楽しみにしており、第2話での「最後の試練」で敗れて以来、特にカメロックに対して強いライバル意識を持っている。カラス型なので空を飛べるが、自身は高所恐怖症。
物語の始まる3年前、ハラッパ国長老の誕生パーティーにおいて、カバドスと共に傘回しを披露したが、傘回しに使った長老の大切な壺を壊してしまい、長老の怒りを買ったことから、周囲からも見下され、ハラッパ国を飛び出した。そのためランドツールを入手し、ハラッパ国に高く売りつけることで復讐を目論む。
部下であるカバドスに厳しい一方、上司のトラボルトにはこき使われながらも頭を下げる典型的な中間管理職的性格だが、横暴で自分勝手なトラボルトには内心憤りを感じており、陰で「ネコ」呼ばわりしていた。終盤でトラボルトが本当はネコ型ロボットであり、ハラッパ国の科学者たちからトラだと騙されていた経緯を聞かされてからは、ハラッパ国で屈辱的な経験をした自身の想いを重ねて彼に共感、絶対服従の精神でロボタックたちに挑む。しかし故郷への思いは捨てきれなかったため、最終回ではカバドスと共にトラボルトを裏切り、ロボタックたちに味方した。
第12話では仕事のミスが原因で平社員に降格された上、カバドスから部下として扱われたことに腹を立て、シャードック探偵社に身を寄せる。改心したふりをしてパワーアームを盗み汚名返上を企むが、失敗。その翌日、鉄骨の下敷きになったカバドスを、一度は「最後の試練」を優先して見捨てるが、パワーアームをロボタックから正式に借りてカバドスを助けた。
第13話以降は再び支店長代理に戻るが、トラボルト登場後はカバドス共々トラボルトの手下としての側面が強くなっていった。
第18話では雷に打たれたことで本当に悪者ロボットになり、「最後の試練」の前にカケルを拉致してワンダフルートを取り上げた上、爆破予定地の穴に落とし、「最後の試練」の最中にもロボタックチームだけでなく、カバドスにまで攻撃する反則を行い、ロボタックとの戦闘では、カケルを穴に落としたことを教えて動揺させる非道ぶりを見せる。カケル救出後のロボタックに逆転負けした後、バイクの爆発のショックで元に戻るが、悪者時の記憶は失っていた。この間は普段の口癖も鳴りを潜め、常時Sモード状態の上、高所恐怖症ではなくなっていた。
第26話では無銭飲食で唐松に捕まった邪魔するゾウを助け、トラボルトに邪魔するゾウのゴールドプラチナ社への就職を打診する。
武器は手槍にもなる大型手裏剣カラスライサー。Sモード時には、背中の翼を使って空を飛ぶことができ、第9話ではNモードで羽ばたきで強風を起こす技、Sモードで羽根型爆弾を使用した。第18話で悪者化した際には、手から光線も放った。第42話では「カメラズーカモドキ」と称して、カメロックから奪ったカメラズーカも使用した。
他のワンダータイプとの換装としては、第10話でカバドスレッグを披露。トラボルトがゴールドプラチナ社スペシャルに合体中はトラボルトレッグを装備する。第23話では寝ぼけながらカバドスと同時にチェンジしたことでカバドス仕様になった。
- 高所恐怖症の設定について、日笠は飛行描写のための特撮や合成を頻繁には使用できないだろうとの判断から設けたものと証言しているが、野中は結果的にキャラクターを活かしきれなかったと述べている。

カバドス
ダークローと共にハラッパ国から亡命してきたカバ型ロボットで、兄貴分であるダークローを「支店長代理」と呼び慕っている。語尾は「〜ドス」。
ジシャックチェンジでは胴体が上下逆になり、尻尾は胴体に固定される。
大食らいかつ呑気な性格で、第1話での「最後の試練」の際、Sモード時のエネルギー消費により空腹を起こし、競技用のざるそばを勝手に食べてしまったせいで失格となり、罰ゲームを受けたほど。しかし、常にロボタック側のなぞなぞコンパスや試練の書の盗み見・盗撮に努め、ふとしたことでその動向を察知したりと、性格に似合わない情報収集能力も持っている。腕っ節は強いが、動きは遅い。
第12話では仕事のミスが原因で平社員に降格されたダークローに代わって支店長代理に就任したが、第13話以降は再び平社員に戻った。
武器は地面に振り下ろして衝撃波を起こすことができる斧マサカリホーク。肉弾戦では主に相撲技を使って戦う。第24話では、マサカリホークとダークローのカラスライサーを交差させて電流を走らせる合体技を使用。
他のワンダータイプとの換装としては、第7話でロボタック仕様（左腕以外）、第10話でダークローレッグを披露。トラボルトがゴールドプラチナ社スペシャルに合体中はトラボルトアームを装備する。第23話では寝ぼけながらダークローと同時にチェンジしたことでダークロー仕様になった。

スピーダム
システムは異なるがロボタックと同じイヌ型ロボットで、胴体全体が顔となっている。語尾は「〜だワン」。第32話から登場。
謙虚かつ礼儀正しく、真面目で任務に忠実な性格。ハラッパ大学工学科を首席で卒業して以降、様々なロボットの開発に携わってきた、ハラッパ国の英雄にして次期ハラッパ国長老候補と呼ばれる科学者で、マイトバーンの設計者でもある。優秀な反面、横断歩道を渡ろうとしている老女の手伝いをしようとして反対側を渡らせてしまい怒られるなど、抜けた面も見られる。カメロックとは顔見知。
最終回エピローグではマイトバーンと共に八百屋に就職。
ロボタックの1.5倍のパワーを持ち、時速500kmで走る。尻尾はマイトバーンに反応するレーダーにもなる。
スピーディーワンダーへの逆転合体では上半身を担当し、胴体と両脚が両腕になる。マイティーワンダーへの逆転合体では下半身を担当し、胴体と両脚が両脚になる。どちらの形態でも両腕はスピーディーキャノン（マイティーキャノン）となる。
- モチーフは諺の「犬猿の仲」の犬。また合体後の名称は歌手のスティーヴィー・ワンダーを多少なりとも意識したネーミングとなっている。

スピーディーワンダー
スピーダムとマイトバーンが完熟したワンダシード、成熟したワンダーシードを食べることによって「逆転合体」した、スピーダム主体でスピード重視のロボット。主にワンダシードを投げた者がワンダシードに込めた願いに基づいた行動をする。
スピーディーワンダー時の武器は犬型ミサイルを発射する両肩のスピーディーキャノン。得意技は突進からきりもみ回転蹴りを繰り出すスピーディースクリューキック。高速移動能力・スピーディーターボも持ち、移動速度はマッハ2。登場時の決め台詞は「正義の願いが響く時、裁きの炎が悪を焦がす。スピーディーワンダー、見参!!」。
- 前作のドデカブタックに相当するクリスマス商戦向けの大型キャラクターだが、野中は特撮の比重が少なくなっていたことから等身大キャラクターになったことを証言している。

マイトバーン
ゴリラ型ロボット。語尾は「〜だッキー」、マイティーワンダー時は「〜でごザル」。第31話ラストから登場。
作中唯一の、ロボットによって生み出されたロボットである。スピーダムが自身のジシャックチェンジシステムの相方ないし発展系として設計したのだが、性格は正反対で自由奔放かつ自分勝手。しかし、第39話では八百屋で働く女性・桐子のために雪を降らせようと奔走したり、第40話ではサンタクロースからクリスマスプレゼントを奪ったゴールドプラチナ社一味からプレゼントを取り返すべく行動するなど、徐々に改心していった。猿型なのでバナナが好物で犬が嫌い。また、木登りが得意で木の上での立ち回りは他の追随を許さない。尻尾はスピーダムと同じく彼に反応するレーダーである。
最終回エピローグではスピーダムと共に八百屋に就職した。
マイティーワンダーへの逆転合体では上半身を担当し、脚を収納した胴体が肩になる。スピーディーワンダーへの逆転合体では下半身を担当し、脚を収納した胴体が腿に、両腕が膝から下になる。
- モチーフは諺の「犬猿の仲」の猿。

マイティーワンダー
マイトバーンとスピーダムが未成熟または枯れたワンダシード、完熟でも潰れていたり、凍ったり、いい加減な育て方をされたり、ある程度育ったワンダシードを食べることによって「逆転合体」した、マイトバーン主体でパワー重視のロボット。
マイティーワンダー時の武器は猿型ミサイルを発射する両肩のマイティーキャノン。マスターランキングの巨体を持ち上げるほどの怪力も有する。胸部の口は開閉可能で、第32話ではダークローのカラスライサーを受け止め、さらに先端をへし折っている。第40話では、カラスライサーとマサカリホークも使用。登場時の決め台詞は「我こそは無敵のマイティーワンダー様でごザル!!」。
マイトバーンの元来の乱暴さに加え、ランドバッテリー（ワンダバッテリー）の放つハラッパエネルギーに反応する特性から、敵味方の区別なくワンダータイプロボットを襲う。第34話でこの特性に気付いたトラボルトは、自身のランドバッテリーを外すことで攻撃対象から外れ、ロボタックチームに攻撃を集中させて、黒のランドツールを強奪することに成功。第39話でロボタックもマイティーワンダーの特性に気付き、自身を囮にして、トラボルトにマイティーキャノンを命中させた。
第40話でプレゼントを取り返すためにマイトバーンの頼みで自主的に合体した際は、特性に振り回されないままゴールドプラチナ社一味を圧倒し、見事にプレゼントを奪還。事件解決後、スピーダムも「初めて心が一つになった気がした」「マイティーワンダーも正しく使える時が来るかもしれない」と語った。第41話でマイトバーンが除夜の鐘に頭突きしたことによって、マイトバーンの回路が正義に切り替わり、その影響でマイティーワンダーも正義のロボットとして生まれ変わったばかりか、自分の意思でマイティーワンダーからスピーディーワンダーへの変形も可能となる。悪の心を持っていた時は、ワンダホンの「741」の暗証番号を使えば強制的に合体を解除できた。

### その他のロボット
マスターランキング
シュビドゥバッジとランドツールを守るべく、平等な仲裁に徹する審判ロボット。巨大なクジラ型の走行ユニットの上にゾウ型の上半身が乗った姿をしており、鼻の先はモニター画面になったり、逆転合体強制解除音を鳴らしたりできる。語尾は「〜ゾウ」。
誰かがオメデトロフィーを手にした時、突如として現れ、「最後の試練」として様々なスポーツやゲームで競わせる。
「最後の試練」を始める際には、「ランキングアリーナ・オープン!」の掛け声と共にランキングアリーナという競技場形態に変形。「準備するゾウ、出てらっしゃい!」と準備するゾウを呼び出して、競技に使う道具を配布させた後、競技の内容を説明し、競技用の空間に移動させて競技を開始する。競技でビリになった者や反則などの理由で失格した者には、反省するゾウに命じて罰ゲームを全うさせることもある。
「最後の試練」よりも優先すべき事柄があった場合はそれを競技内容として採用（第11話）したり、競技によっては反則まがいの妨害行為も見逃すなど、寛容な面がある。
彼もハラッパ国のロボットであり、第20話でトラボルトに金のランドツールを奪われたことでシュビドゥバッジの番人としての力不足を恥じ、第21話で修行のために帰国したが、第28話で長老からのメッセージを伝えるべく久々にロボタックたちの前に現れ、その後も要所要所でロボタックたちをサポートしていった。
最終回では飛行能力を発揮し、ロボタックをシーホールの中心まで送り届けた。

子象ロボット
マスターランキングに従事する4匹の子象型ロボット。マスターランキングを「様」付けで呼んでいる。帰国するマスターランキングに同行せず、日本に残り、転職したことが第26話で語られた。第43話では久々の競技のため、全員マスターランキングと共に再登場した。
- デザインは河野成寛が担当。

準備するゾウ
道具の準備担当で、頭に鉢巻を巻き、腹に準備の「準」と書かれたレッテルが貼られている。
マスターランキングがハラッパ国に帰国した後はテレビ局の準備スタッフになる。
監視するゾウ
選手の監視担当で、眼鏡をかけ、双眼鏡を携帯し、腹に監視の「監」と書かれたレッテルが貼られている。
マスターランキングがハラッパ国に帰国した後はプールの監視員になる。
邪魔するゾウ
選手の妨害担当で、頭に悪魔の角を生やし、腹に邪魔の「邪」と書かれたレッテルが貼られている。
マスターランキングがハラッパ国に帰国した後、自分の特性を生かせる職業が見つからず、第26話では無銭飲食で唐松に捕まった上、それを見たダークローに代金を支払ってもらった代わりとして、ロボタックへの妨害要員としてゴールドプラチナ社に入社。ロボタックチームを様々な手段で妨害するが、全て失敗した上、トラボルトをトリモチ爆弾の被害に巻き込んだためにトラボルトの怒りを買い、解雇されてしまう。その後、ゴールドプラチナ社に入ってしまったことを懺悔すべく訪れた教会で、反省するゾウからアイドルのボディーガード（追っかけの妨害役）の仕事を紹介してもらった。
反省するゾウ
罰ゲーム担当で、頭に鬼の角を生やし、腹に反省の「反」と書かれたレッテルが貼られている。
マスターランキングがハラッパ国に帰国した後は神父になっており、教会に懺悔に来た邪魔するゾウに仕事を紹介した。
ゾウ心ロボット
第7話にのみ登場。頭にちょんまげ型のパーツを備え、提灯と十手を持ち、「御用」と書かれた前掛けを着けている。ゾウ心2体と黒子4人が1組になって行動し、鼠小僧レースの妨害役を担う。

長老
ハラッパ国を治めている長老。103歳。ロボタックと同じくイヌ型ロボット。
ハラッパ国に迫るシーホールの危機を回避すべく、それを食い止められるランドツールの行方を探るため、ロボタックとタッカードをアメリカに、カメロックをチャイナに、モグラッキーをフランスにそれぞれ派遣した。
第28話ではマスターランキングを介して、 シーホールが発生したことをロボタックたちにテレビ電話のような形で伝える。第44話で来日し、最終回では重傷を負った身でありながら、ロボタックやトラボルトのところに向かおうとする高峯博士に肩を貸し、同行した。

ゲン
道路工事用ロボット。第1話から度々登場していたが、第30話で名前が判明。ロボットメンテナンスサービスの常連でもある。
第30話でミミーナに片思いをしていることが明かされ、彼女からの充電を受けるために無理に働き続けていた。そのことに困った親方がシャードック探偵社に依頼したことから、ロボタックたちと知り合う。だが、ミミーナからは「地味でパッとしない」と評されたことから、シゲルに誘われて共に鋼鉄兄弟に弟子入り。その後、トラボルトに人質にされたミミーナを救出し、頬にキスをしてもらったことで、ミミーナへの思いに折り合いをつける。

### 人間
人間側のメインキャラクターは、名前の一部に植物の名前が含まれている。
夢が丘少年探偵団（YST）
雪柳 カケル（）
本作品の人間側の主人公。10歳→11歳。5月10日生まれ。
YSTのリーダーで、ワンダフルートを吹いて、ロボタックをジシャックチェンジさせることができる唯一の人間。両親が共にイギリスのロンドンブリッジ交響楽団で活動している音楽家で、仕事の都合上、半日たりとも帰国できないことからロンドンに在住しており、自身は母方の叔父で近所に住む杉に面倒を見てもらっている。他のメンバーとは幼稚園のころからの幼馴染。
勇敢な性格で、杉がズボラなこともあって、しっかり者。一方で意固地になりやすい面もあり、第18話ではロボタックのとっておきのソーセージを無断で食べてしまい、自分が悪いのを棚に上げてロボタックと喧嘩し、一度は絶交してしまった。その直後、ダークローに爆破予定地の穴に落とされたことで命の危険に晒されるも、ロボタックに救助されたことで仲直りした。
第41話で仕事の都合から日本に来られない両親の誘いを受けてロンドンに赴き、両親と大晦日を過ごす。続く第42話で帰国し、イギリスを拠点とした両親から一緒に暮らすことを提案され、ロンドン移住を決めたことをロボタックたちに告げようとするが、ことごとくそのタイミングを逃し、さらにその時の試練の書の内容が「悩めるKのその悩みのタネを暴け！」であったことから、余計に言い出せなくなってしまう。しかし、「試練達成以前に友達として、1人で悩み続けるカケルを見てるのが辛い」と語るロボタックの思いに打たれ、悩みを打ち明ける。
その後は日本に居られる間にできるだけ多くの思い出を残そうとするが、第43話でハラッパ国に強大化したシーホールが迫っていることを知ると、ロンドン行きを延期してロボタックに協力し続けることを選んだ。シーホール消滅後、晴れて両親のいるロンドンに移住する。
YSTとして活動する時は赤い帽子を被る。担当決め台詞は「ホームズ、ポワロ何のその!」。
梅田 コータ（）
YSTのムードメーカー。第2話から登場。食い意地が張っていて、ボケをかますのが上手い。ミサキはYSTの男性陣を「くん」付けで呼ぶ中、コータだけは呼び捨てで呼んでいる。
第23話では幽霊の少女に恋をし、トラボルトに人質にされた彼女を助け出している。
カケルがロンドンに旅立った後、YSTの新たなリーダーとなる。
YSTとして活動する時は黒い帽子を被る。担当決め台詞は「明智、金田一、屁の河童!」。
榊 シゲル（）
YST一の頭脳派。第2話から登場。
第14話では、幼少時、叔母の餃子屋で遊んでいた際に、餃子の餡を頭から被ってしまい、それが原因で餃子恐怖症になったことが明かされたが、なぞなぞコンパスに記された「恋する餃子の涙」の謎を解いた際に克服した。
第30話では、同じ塾の少女・ヒマワリに告白しようとしたが「地味でパッとしない」という理由で断られ、見返すために工事ロボットのゲンと組んで鋼鉄兄弟に弟子入りし、「鋼鉄3号」になったものの空回りに終わった。
YSTとして活動する時は青い帽子を被る。担当決め台詞は「あらゆる謎もバシッと解決!」。
橘 ミサキ（）
YSTの紅一点。第2話から登場。
心優しい性格の持ち主だが、時に大胆な行動に出ることもある。植物や花を育てるのが得意なことから、ワンダシードを育てる係も務めた。
YSTとして活動する時は黄色い帽子を被る。担当決め台詞は「正義の味方、只今参上!」。

杉 薫（）
シャードック探偵社の社長。カケルの母の弟で、母方の叔父にあたる。
名探偵を自称しているが名ばかりであり、普段は仕事をカケルやロボタックに押し付けたり、アルバイトや趣味のパチンコなどで日銭を稼ぐ日々を送っている。性格も強欲かつ図々しく無責任だが、土壇場（特に甥のカケル絡み）では底力や善人らしさを発揮する。ザ・グレート・サスケの大ファン。
元刑事であり、唐松と懇意にしている。
第5話で怪盗チェリーによって頬にキスされて以降チェリーに入れ揚げているが、チェリーの正体が桜子であるとは知らず、桜子とは顔を合わせる度にいがみ合っている。
最終回エピローグで事務所を休業。カケルのいるロンドンで再出発することにし、ロボタックと共に旅立った。

唐松 チハル（）
杉の先輩にあたる刑事。怪盗チェリー逮捕を夢見ており、本人なりに正義感も強いが、どこか間の抜けたところがあるためいつも失敗している。スキンヘッドが大きな特徴で、作中ではギャグシーンだけでなく、謎解きに利用されることもあった。たこ焼きが好物で、その見た目と相まって「タコ」と呼ばれることもある。スペル・デルフィンの大ファン。
第16話でひったくりを捕まえたモグラッキーの腕を見込んで経歴を調べ、強引に自分の部下にした。その後しばらく共同生活をしていたようだが、第17話で人使いの荒さに辟易したモグラッキーに引っ越されてしまう。
第44話で桜子がチェリーであったことを知り、ロボタックたちや杉と共に追いつめるも、彼女を慕う教会の子供たちに妨害される。その後、桜子が自首した時には「我々は『怪盗チェリー』を追っている、『高峯桜子』に用はない」「怪盗チェリーは今日、死んでしまった」と、桜子を無罪放免にした。

山茶花 三郎（）
アパートで一人暮らしをしている成人男性。ラーメンが大好物で、自宅にはカップスターを常備している。杉には名字を音読みした「やまちゃか」というあだ名で呼ばれる。
ハラッパ国とは全く無縁の一般市民でありながら、なぜか作中の騒動の被害に巻き込まれる不運な人。第29話ではついにそれに堪えかねて引っ越そうとするが、ランドツール争奪戦の巻き添え（元々は自身の不注意で起きた火事）で荷物が燃えてしまい、結局夢が丘に残ることとなった。
唐松同様、謎解きに利用されることもあるが、逆に謎解きの手掛かりを伝えてくれることもあった。
最終回エピローグで、屋台ラーメンを開業。
第13話で明かされた自宅の住所は「夢が丘3-4-8」、電話番号は「101-3303」。

高峯 桜子（）
ゴールドプラチナ社本社取締役にして、怪盗チェリーの正体。第2話から登場。
ややナルシスト気味で生意気なところがあり、ダークローとカバドス、杉のことをバカにしているが、ダークローとカバドスにはなぞなぞコンパスのことで頼りにされたり、一緒に酒を飲んだりと仲の良い姿も見せている。トラボルトからの信頼も篤く、トラボルトが夢が丘支店で活動するようになってからは、シャードック探偵社に鳥の置物型の隠しカメラを設置してロボタックチームの動向を探ったり、マイティーワンダーがハラッパエネルギーに反応する特性があることに気付いたトラボルトの指示で解析を行う姿も見せた。
20年前の冬の日に母・高峯フジコを過労と病気で亡くしており、孤児院を兼ねた教会で育てられた。父・裕一郎とハラッパ国が母の死の要因を作ったと考え、復讐のために暗躍。第38話でゴールドプラチナ社から黒のランドツールを盗み、それを取引材料として、第44話で裕一郎と5億円を要求。復讐のためにランドツールは渡さないつもりだったが、裕一郎の愛を知ったことで改心する。
シーホール消滅後はゴールドプラチナ社を退職し、罪を償うためか教会のシスターとなる。
怪盗チェリー
世間を騒がせる謎の女怪盗。仮面と長髪のかつらで顔を隠し、警官隊はおろか、Sモードのワンダータイプロボットとも互角に渡り合う抜群の身体能力を誇る。「Cherry」の銘が入ったカードを手裏剣のように投げたり、鞭を巧みに操る。第38話では、カメロックのカメラズーカも使用した。
第38話エピローグで桜子が怪盗チェリーであることが判明し、第44話でロボタックたちも知ることになる。
桜子が怪盗になった理由は、父・裕一郎への復讐と、立ち退きを要求されている孤児院を救うためであり、第44話において、これまで盗んだ物品をオークションに出して得た5億円と黒のランドツールと引き換えの5億円の計10億円で孤児院を救った。
第11話では泥棒ロボが化けた偽者が登場。第42話では、唐松の遊びに付き合わされた杉が変装させられた。
- デザインはマイケル原腸が担当。

高峯 裕一郎（）
桜子の実父である科学者。第44、45話に登場。
ロボット工学の第一人者で、22年前に長老から招かれる形でハラッパ国へやってきた。シーホールによるハラッパ国の消滅を予測し、それを防ぐための兵器・ランドツールの研究とロボタックを始めとするワンダータイプロボットの開発に携わる（そのため、ロボタックたちにとって父親も同然）。一方では本人の意図しないところで、1年間に渡るランドツール探しにおける様々な騒動の発端ともなっていた。
当初の予定では1〜2年の滞在であり、トラボルト完成後は、国を救う希望を託して妻子の許に帰るはずだったが、トラボルトが行方を晦ましたため、その代わりとしてロボタックを急いで開発することになり、帰郷できず、妻・フジコを過労死させてしまう。そのため、桜子には怨まれていたが、ダークローの攻撃から身を挺して桜子を守ったことと、桜子のために自分の給料のほとんどを教会経由で送金していたことが、桜子の恩師でもあるシスターの口から明かされたことを機に、最終的に和解した。
桜子を庇った際、背中にダークローの投げたカラスライサーが刺さったことで療養していたが、最終回ではトラボルトと戦うロボタックたちの下へ怪我を圧して駆けつけ、トラボルトに真実を話した上で、完成したトラの遺伝子チップを与えたことでトラボルトとも和解する。

## キーアイテム
ワンダフルート
カケルが所持する、ロボタックに対応したアイテム。骨の形をした縦笛であり、中心にロボタックの顔のレリーフ、その下に3つのボタンが付いている。一番上のコールボタンを押して吹くとロボタックを呼び寄せ、真ん中のチャージボタンを押して吹くとワンダバッテリーを充電し、一番下のチェンジボタンを押して吹くとロボタックをジシャックチェンジさせる。
劇中では2つ登場。最初のものはハラッパ国を発つ際にロボタックが長老から与えられたもので、レリーフがハラッパ国のマークになっており、ボタンの色も赤ではなく白になっている。使い捨てのため、使用後に金色の粉になって消滅してしまった。
第1話での「最後の試練」の優勝賞品として、使い捨てではないワンダフルートを手に入れた後、次話においてロボタックの判断でカケルに委ねられた。取扱説明書も付属。
『ロボタック&カブタック』ではワンダの笛として登場し、仙人という設定で登場するタッカードが記憶喪失になってしまったロボタックの記憶を元に戻すために使われた。
ワンダフルートの効果音は番組アイキャッチのBGMとしても使用されている（前半アイキャッチがコールボタンの効果音、後半アイキャッチがチェンジボタンの効果音）。

ワンダホン
マスターランキングがタッカードを介してロボタックたちに託した、携帯電話型の小型メカ。第31話から登場。
青い携帯電話にロボタックの頭を合体させたようなデザインで、ロボタックの目の部分は液晶モニターになっている。普通の電話としては使えないが、ワンダホンを持っている者同士で通信が可能。通話以外にも、プッシュホンのボタンで3桁の暗証番号を入力することで様々な機能を使える。取扱説明書があったが、タッカードが失くしてしまった。
暗証番号とその機能
117：時計機能
386：電卓機能
472：コール音再生、変更後の修正
539：磁石探知機能
800：コール音変更
741：逆転合体強制解除

ワンダバッテリー
ロボタックたちワンダータイプロボットが持っている、ジシャックチェンジのための電池。エネルギーが切れたり、バッテリーを外すとNモードに戻ってしまう。ロボタックに限り、ワンダフルートの音を聞くことで充電ができる。ロボットによってデザインが異なり、ロボタックのものには肉の絵が、カメロックのものには魚の絵が、モグラッキーのものにはシャベルの絵が描かれている。ダークローは黒、カバドスは橙色のワンダバッテリーだが、ロボタックたちのものとは異なり、何の絵も描かれていない。動力源となるバッテリーとは直接関係がないので取り外しや交換が可能で、第9話ではロボタックのバッテリーをカメロックが使ってジシャックチェンジしたことがある。
ランドバッテリー
ワンダバッテリー使用時の10倍の力を発揮できるバッテリー。その反面エネルギーの消費が激しく、使い方を誤ればすぐにエネルギー切れになってしまう。これがなければ金のランドツールに触れることができない。トラボルトは最初から、これを標準装備している。
第16話でモグラッキーの口からその存在が語られた後、第18話でロボタックもワンダーボックスから入手し、第21話から使用した。

なぞなぞコンパス
コンパスに記された様々な謎を解くことで、シュビドゥバッジが入ったオメデトロフィーの在り処を導き出す。コンパスという名前だが、巻物型を始め、形状は多岐に渡る。

オメデトロフィー
なぞなぞコンパスを解くと現れる、シュビドゥバッジを収めたトロフィー。劇中では一度、トロフィーと呼称されただけで正式名称で呼ばれなかった。
コンパスを解いて最初にオメデトロフィーに触った者は「最後の試練」を有利にするためのアドバンテージを受けられるが、あまり意味をなさない場合も多く、また必ずしもアドバンテージを受けられるとは限らない。

シュビドゥバッジ
ワンダーボックスを開ける鍵となるバッジ。2つのシュビドゥバッジが重なったツインシュビドゥバッジという珍しい型も存在する。

ワンダーボックス
中に様々なアイテムが入っているハラッパ国の宝箱。鍵穴に枚数分のシュビドゥバッジをセットすることで開けることができる。一度開くと開けるのに使った分に加え、未使用のシュビドゥバッジも消え去る。
第1話のみ1枚で開けられたが、以降は2枚、もしくは3枚で開くようになった。
第20話でトラボルトに鍵穴を破壊されたため、金以外のランドツールを入れたまま姿を消し、以降は試練の書の試練を各色全て攻略する度に出現するようになった。

ハナメガネ
第4話でロボタックがワンダーボックスから入手した鼻眼鏡型アイテム。これを掛けると推理力が通常の10倍になる。取扱説明書も付属。
ロボタックはハナメガネを使い、夢が丘小学校校長の肖像画を見つけ出したが、事件解決後にハナメガネを掛けてみた杉が皆に笑われたことに怒って壊してしまった。

パワーアーム
Sモードのワンダータイプロボットの右腕に換装して使用するパワーアップパーツ。「パワーアーム」の掛け声でいつでもロボタックに換装され、他の誰かが持っていても自動的にロボタックの元に転送される。取扱説明書も付属。
第10話でロボタックがワンダーボックスから入手し、第11話から使用。第12話では鉄骨の下敷きになったカバドス救出のため、ダークローが借りて使用した。
『ロボタック&カブタック』にも登場し、劇中ではディスクソーユニットとレンチユニットを使用した。
- 「ジシャックチェンジシリーズ」では、ミミーナとのセットで発売された。

ディスクソーユニット
どんなに硬い物でも切断できる回転鋸。作中では一度のみ使用。
パラボラユニット
周囲の音を増幅し、どんな微かな音でもまるで目の前の音のように聞き取ることができるパラボラアンテナ。Nモードでも使用可能であり、その場合、パワーアームではなく、聴診器のようにチューブを使う。装着中にワンダフルートを鳴らされると、その音も増幅され、酷い苦痛を味わってしまう。
マグネユニット
金属製の物ならば何でも吸い付け、アームのワイヤーで巻き取って引き寄せることができるU字型磁石。
レンチユニット
最も力のあるユニットで、鋼鉄の棒も曲げることができるレンチ。ダークローが使用した唯一のユニットでもある。
ウォーターユニット
ユニットを未装着の状態から水を発射。第23話での消火活動で用いた。

試練の書
第21話より登場する、なぞなぞコンパスに代わるアイテム。
金以外の4つのランドツールを入手するための書物で、白の巻、黒の巻、赤の巻、青の巻がある。表紙にはシュビドゥバッジのレリーフが彫られている。
書に記されている「試練」を解くと、次の同色の書が出現する。それを繰り返し、最後に現れた書の試練を達成するとワンダーボックスが現れ、それぞれの書に対応した色のランドツールを入手できる。
トラボルトは金以外のランドツールがロボタックの手に渡るのを阻止するため、先に試練の書を見つけて破棄または攻略し、永久にランドツールを入手できなくさせようと企む。

ランドツール
ハラッパ国に伝わる秘宝。強大な力を持つがゆえに、ワンダバッテリーでは耐えられず、ランドバッテリーが必要。
後述する5つが存在し、金以外の4つは合体させると剣の形になる。
金のランドツール
金色のトロフィーのような形をしたランドツール。ランドツール・パワー・コネクションにより、分割して、ワンダータイプロボットの手足と輪型武器・ランドチャクラムになる。ランドツールの中核であることから、残りのランドツールの力を100パーセント引き出す力も持つ。
ランドバッテリーを装備していないワンダータイプロボットは、カップ形態のランドツールから発せられるエネルギーでワンダバッテリーをオーバーフローさせられ、強制的にSモードに変えられつつダメージを受ける。
第13話において、ダークローが手に入れたツインシュビドゥバッジで開けたワンダーボックスから出現したが、誰もランドバッテリーを持っていなかったため、ロボタック、カメロック、ダークロー、カバドスのワンダバッテリーをオーバーフローさせた上、強制的にSモードに変えた末にワンダーボックスに戻った。
第20話でトラボルトがワンダーボックスの鍵穴を壊して開封し、無理矢理入手。ランドツール・トラボルトとなり、ロボタックチーム（全員がノーマルモード）を叩きのめした。
第21話でロボタックチームが奪取し、以降はロボタックが所持者となるが、第28話でシーホールからハラッパ国を遠ざけるための動力源にするため、マスターランキングを介してハラッパ国に返還される。
- 前作に引き続き、「ジシャックチェンジ」シリーズのプレゼントキャンペーンの賞品として商品化されたが、前作のキャンペーンアイテムだったキャプテントンボーグや、同様のキャンペーンを展開した『ギンガマン』の「銀河大決戦セット」とは対照的に、番組後半でのキャンペーン商品の一般発売は行われなかった。ロボタックとトラボルト以外のワンダータイプロボットにも装備できる。

白のランドツール
翼のような形をしており、風（大気）を操ることができる。単独でもゴールドプラチナ社一味を空の彼方に吹き飛ばすほどの竜巻を起こし、金のランドツールと合わせて使えば、台風を移動させるほどの力を発揮する。
第28話でロボタックが入手。第29話では、杉が骨董品屋に売って、金に換えようとした。第44話でトラボルトに強奪される。
黒のランドツール
結晶のような形をしており、大地（土）を操ることができる。地震や地割れを引き起こす。
第34話でロボタックが入手するも、直後にマイティーワンダーの特性を利用したトラボルトの作戦で手放してしまい、トラボルトの手に渡る。続く第35話ではトラボルトと桜子の手で壊されそうになったが、ノコギリや電動ドリル程度では破壊できないことが判明。第38話で怪盗チェリーに盗まれ、第44話で取引の材料にされるが、トラボルトに強奪される。
赤のランドツール
炎のような形をしており、熱・電気・磁力などのエネルギーを生み出す。
第39話でロボタックが入手。第40話ではロボタックにくすぐられた際、怒って火を吹いた。第44話でトラボルトに強奪される。
青のランドツール
波のような形をしており、水を操ることができる。
第43話でロボタックが入手。第44話でトラボルトが強奪した際に初使用された。

ワンダシード
スピーダムとマイトバーンが逆転合体するために必要不可欠なハラッパ国の植物。種を植えて水をやると、すぐに芽を出し、早くても3日で実を付ける。
未成熟の実は緑色だが、完熟すると赤くなる。育て主の感情に敏感であり、愛情を持って育てれば、より早く完熟するが、下手な歌を聴かせたり、脅したりといった間違った育て方をしたら、凍ったり、枯れたりする。完熟になっても潰れてしまえば、未成熟と同じ扱いになってしまう。

## 設定
ハラッパ国
太平洋に浮かぶ絶海の孤島で、ロボタックを始めとするワンダータイプロボットの故郷であるロボットの国。上から見ると巨大な魚のような形をしている。
物語の始まる1年前にシーホールによる消滅の危機が迫ったため、ランドツール探索のためにロボタックたちが世界各地に派遣された。

シーホール
5,000年に一度現れる海のブラックホール。台風のように移動しながら進路上に存在するあらゆる物体を吸い込んでいく特性を持ち、かつてはアトランティス大陸やムー大陸も飲み込まれたとされる。危機が迫るハラッパ国のみならず、日本を始めとした世界中の国々もシーホールに飲み込まれる恐れがあった。
作中では第28話にて出現し、本来は1年後に強大化するはずだったが、発生してから半年が経った第43話にて海底火山の噴火の影響で急激に強大化し、あと10日でハラッパ国が飲み込まれる事態になった。
最終回で改心したトラボルトがハラッパ国の岬から合体ランドツールの力を放ち、シーホールを消滅させようとしたが、強大化したシーホールには通用せず、最後の手段としてロボタックがシーホール内に飛び込み、中心部を合体ランドツールの力で消滅させた。

## キャスト

### レギュラー・準レギュラー
- 雪柳カケル：村上悦也
- 梅田コータ：岡野洋祐
- 榊シゲル：吉田由
- 橘ミサキ：黒川芽以
- 杉薫：大高洋夫
- 唐松刑事：赤星昇一郎
- 高峯桜子 / 怪盗チェリー：大竹一重
- 山茶花さん：イジリー岡田

### 声の出演
- ロボタック：佐々木望[注釈 45]
- カメロック：堀秀行
- ミミーナ：浅川悠
- ダークロー：柴本浩行
- カバドス：室園丈裕
- 子象ロボット：西川宏美
- モグラッキー：三田ゆう子
- トラボルト：山口勝平
- タッカード：古川登志夫
- スピーダム / スピーディーワンダー：堀川亮
- マイトバーン / マイティーワンダー：龍田直樹
- 長老：大山豊
- マスターランキング：大木民夫

### ゲスト
- カスミ（第1、9話）：古川恵実子
- ロボタックとぶつかったサラリーマン（第1話）：野津尚行
- 大亀（第2話）：谷田川さほ
- 柊大作（第3話）：十貫寺梅軒
- 蕎麦屋（第3話）：武川修三
- ラーメン屋（第3話）：中田博之
- ティッシュ配りの女性（第3話）：真部明美
- 警官（第3話）：大林勝
- たこ焼き屋（第3話）：白井昌史
- 石楠花八郎（第4話）：沼田爆
- 似顔絵描きの男（第4話）：佐藤仁
- 露天商のサクラ（第5話）：三輝みきこ
- 寺の住職（第5話）：今井耐介
- 警官（第5話）：恵有一
- 露天商（第5話）：有賀東[14]
- 刑事（第5話）：日下秀昭（ノンクレジット）
- 椿隆一郎（第6話）：森塚敏
- 葵（第6話）：松浪志保
- 若い頃の椿（第6話）：山下知緒
- 若い頃の葵（第6話）：森田亜紀
- 榎（第6話）：内藤裕也
- 榎のクラスメート（第6話）：中田あすみ、白石あやの、北岡咲耶、大野美苑
- 寒椿（第7話）：青柳文太郎
- スーパージェット便の配達員（第7、43話）：荒川仁彦
- 襟沢カネ子（第8話）：渡辺信子
- 夢夢ラーメンの店主（第8話）：いぐち武志
- 裏のご隠居（第8話）：岩城力也
- 大学教授・不老笛須佐男（第8話）：水口健一
- 評論家・唐口伊軒（第8話）：川口丈文
- 小説家・物垣益三（第8話）：恩田一昭
- クイズ王（第8話）：廣中征嘉
- 手紙の声（第8話）：百瀬茉莉奈
- ユキ（第9、32、40話）：斉藤里奈
- わんこそば屋の主人（第9話）：武川修三
- わんこそば屋の女将（第9話）：二階堂美由紀
- 新出益代（第10話）：麻ミナ
- 八百屋（第10話）：泉福之助
- たこ（イカ）焼き屋（第11話）：渡部直人
- 泥棒ロボの声（第11話）：伊藤栄次
- 食堂の店員（第13話）：山梨ハナ
- 幼い頃のシゲル（第14話）：吉田元
- 樺秀麿、秀麿の祖父（第15話）：福田佳弘
- 秀麿の父（第15話）：千葉茂
- 秀麿の依頼人（第15話）：横尾三郎
- 幼い頃の秀麿（第15話）：柴田卓也
- 菊川（第17話）：神崎智孝
- テツ婆さん（第18話）：五月晴子
- 現場監督（第18話）：石田哲也
- 柿野（第22話）：亀山助清
- そば屋（第22話）：山崎海童
- 少女の霊（第23話）：深谷愛
- ミサキの妄想の中の外国人教師（第24話）：ルーベン・ラングダン
- カケル・コータ・シゲルの妄想の中の外国人教師（第24話）：ベリンダ
- 茄子田岩男（第25話）：大島宇三郎
- 茄子田の秘書（第25話）：香田弘臣
- 楓（第27話）：さいとうさくら
- 桑畑（第27話）：大塚達矢
- 楓の父（第27話）：山崎満
- シェフ（第27話）：岡崎宏
- 男性客（第27話）：加田斎
- 女性客（第27話）：大山裕子
- お天気お姉さん（第28話）：川村さおり
- スクラップ屋（第29話）：江良潤
- チンピラ（第29話）：日下秀昭（ノンクレジット）
- 鋼鉄兄弟（第30話）：鋼鉄兄弟
- ゲン（ゲン公）の声（第30話）：鈴木清信
- 工事現場の親方（第30話）：篠田薫
- ヒマワリ（第30話）：峰由樹
- 老婆（第32話）：安田洋子
- 地獄亭の店主（第35話）：ヨコスカ潮也
- ザ・グレート・サスケ（第36話）：ザ・グレート・サスケ
- スペル・デルフィン（第36話）：スペル・デルフィン
- リングアナウンサー（第36話）：山本雅俊
- スペル・デルフィンのマネージャー（第36話）：斉藤文太
- シスター（第38、44話）：高柳葉子
- ユウジ（第38話）：海宝直人
- なっちゃん（第38話）：塚田唯花
- 教会の少女（第38、44話）：佐伯聖羅
- 教会の子供たち（第38話）：中島瑞基、楠木恵美理
- 桐子（第39話）：小林瑞希
- ゲンの声（第39話）：野島健児
- サンタクロース（第40話）：エド山口
- カケルのパパ（第41、42話）：堀秀行
- カケルのママ（第42話）：三田ゆう子
- 高峯裕一郎（第44、45話）：沼崎悠
- 高峯フジコ（第44話）：五十嵐三南子
- 教会の子供たち（第44話）：山口よう子、宮下英樹

### スーツアクター
最終回のエンディングクレジットではロボタック、カメロック、ダークロー、カバドス、ミミーナ、モグラッキー、トラボルト、タッカード、マイトバーン、スピーダムの担当が表示された。
カメロック役の宮崎剛は、本作品ではスーツアクター勢や杉薫役の大高洋夫と自由にアドリブの掛け合いを行っていたといい、このことが後に自身がアクション監督を務めた『仮面ライダー電王』でのデンライナーの描写につながっていったと述べている。
- ロボタック[16][15]、トラボルト[1]：神尾直子
- ロボタック（ノーマルモード）[1]：東福子
- ロボタック（スペシャルモード）[出典 1]：日下秀昭
- カメロック[1][15]：宮崎剛
- ミミーナ[19][1]：橋本恵子
- モグラッキー[1]：水谷健
- タッカード[1]：的場耕二
- ダークロー[1][20]：今井靖彦
- カバドス[出典 2]：小倉敏博
- トラボルト（スペシャルモード）[1]：菊地寿幸
- スピーダム[1]：矢部敬三
- マイトバーン[1][22]：千田義正

## スタッフ
メインライターの山田隆司や、自身初となるパイロットを手がけた渡辺勝也を含め、主要なスタッフの大半は前作からの続投組で占められている。劇伴には本シリーズにも度々参加経験のある若草恵が起用された他、やはり本シリーズでも挿入歌の歌い手として参加することがあった影山ヒロノブが、本作品にて初めて主題歌を担当している。
- プロデューサー：上田めぐみ（テレビ朝日）、日笠淳・丸山真哉（東映）
- 原作：八手三郎
- 連載：テレビマガジン、たのしい幼稚園、てれびくん、幼稚園
- 脚本：山田隆司、宮下隼一、西園悟、扇澤延男、お～いとしのぶ、浦沢義雄
- 音楽：若草恵
- アクション監督：J・ムラカミ（ジャパンアクションクラブ）
- 監督：渡辺勝也、岩原直樹、ヒデ・I、坂本太郎
- 撮影：松村文雄
  - 撮影助手：相葉実、倉田幸治
- 照明：中川勇雄、高橋道夫、高橋弘
  - 照明助手：森野茂樹、千葉靖夫、高橋一彦
- 美術：木村光之
- 録音：太田克己(〜第35話)、映広(第36話〜)
- 編集：菅野順吉
  - 編集助手：菊地健一
  - ネガ編集：長田直樹
- 計測：小泉貴一
- 記録：深沢いづみ、水平冨喜子、國米美子、森みどり
- 選曲：金成謙二
- 効果：大野義彦、大泉音映
- 助監督：加藤弘之、鈴村展弘、田澤裕一、目黒圭一
- 進行主任：東正信、富田幸弘、有澤広巳
- 制作事務：石垣紘一
- 制作担当：沼尾和典
- 操演：寺門勇(ライズ)
- 美粧：奥村弘子、サンメイク
- 衣裳：鎌田裕子、川井貴子、東京衣裳新社
- 装置：紀和美建
- 装飾：佐藤信夫、中村豊、大晃商会
- ミニチュア造型：東陽モデル
- 企画協力：企画者104
- キャラクターデザイン：岡本英郎、原田吉朗、マイケル原腸
- イラスト：野口竜、スタジオメルファン、時計屋
- シーホールCG：河野成浩
- 造型：前澤範
- キャラクター製作：レインボー造型企画
- 視覚効果：沖満、松岡勇二
- デジタル合成：大谷喜朋(日本映像クリエイティブ)
- 現像：東映化学 ファインネガ・ビデオシステム
- メディア変換：東映化学デジタルテック、山本修司
- CG：東映アニメーション研究所
- 広報：栗井淳、松本実希子（テレビ朝日）
- 撮影協力：マイカル本牧、葛西臨海水族園、テクノウェイブ100、シーバンス ア・モール、TBC 大泉学園店、外環ら～めん、多摩テック、佐野国際情報短期大学、練馬ラドン サウナ健康センター、戸田市文化会館、川口市立グリーンセンター、那須温泉ファミリースキー場、日光江戸村、高嶺ラーメン、鈴木建設、こども動物自然公園、所沢総合食品地方卸売市場、中井貴金属、パルテノン多摩、パルテノン多摩 テンテン、東伏見稲荷神社、ラーメン十九番、鳥飼自動車、サパンクール、高崎白衣大観音、石坂ゴルフ倶楽部、川口総合文化センター リリア、宮代町 進修館、東京ガリバー 松戸店、井の頭だんご 水月、東武動物公園、栃木市総合運動公園、多摩ニュータウン「ビア長池」、つくばエキスポセンター、新都市センター開発、坂戸グランドホテル 聖ピエールパン教会、川口市立グリーンセンター 流水プール場、欧風料理 ラ・セーヌ、気象衛星センター、ユネスコ村大恐竜探検館、秩父ミューズパーク、アウトレットモール・リズム、栃木市総合体育館、東京ファッションタウン、アリアブライダルクラブ、La フェスタ 朝霞店、練馬区立 花とみどりの相談所、セントフローリア教会、多摩六都科学館
- 特撮：特撮研究所
  - 操演：鈴木昶、中山亨
  - 撮影：中根伸治
  - CG：捻橋尚文
  - 照明：林方谷
  - 美術：竹内俊介
- 特撮監督：佛田洋
- デジタルエフェクト：尾上克郎
- 制作：テレビ朝日、東映、ASATSU→ASATSU-DK[注釈 46]

## 主題歌・挿入歌
オープニングテーマ「なせばなるほどロボタック」
作詞：大賀玉之輔 / 作曲・編曲：石川恵樹 / 歌：影山ヒロノブ
第1話のみオープニング前にアバンタイトルが挿入された。曲冒頭のコーラス部分のメロディは、メサイア第2部最終章を引用したものとなっている。
第22話より映像が変更され、さらに第25話より効果音が追加された。
劇中では第1、39、43話で歌唱版が、第16話でインストゥルメンタル版が挿入歌として使用された。

エンディングテーマ
「ロボタック絵かき歌」（第1 - 31話）
作詞：大賀玉之輔 with ケースケ & ユーギ & モエ / 作曲：大谷奈津子 / 編曲：山崎洋一 / 歌：佐々木望
前期エンディング。第2話より歌詞が表示された。2番はダークロー、3番はカメロックの絵描き歌となっている。
小学館「てれびくん」の応募者全員サービス「ロボタックワンダービデオ」では、歌詞が異なるバージョン（改詞：お〜いとしのぶ）が使用され、歌もスペシャルモードの声色で歌われている。
劇中では第33話でカラオケ版が使用された。
「いいじゃない」（第32 - 45話）
作詞：大賀玉之輔 / 作曲・編曲：藤沢秀樹 / 歌：ロボタック・オール・スターズ
後期エンディング。『ロボタック&カブタック』では、冒頭のセリフのないバージョンが使用された。
劇中では第32話でインストゥルメンタル版が使用された。

挿入歌
「WONDER GENERATION!!」（第9・11・17・24・30話）
作詞：大賀玉之輔 / 作曲・編曲：石川恵樹 / 歌：鋼鉄兄弟
「YOUR DREAM 〜ROBOTACK AS NO.1〜」（第18・33・39・40話）
作詞：渡辺勝也 / 作曲：前田克樹 / 編曲：岩崎文紀 / 歌：YURIA
第33話ではミサキによるアカペラも使用された。
「哀愁ワンダフルバウ!」
作詞：大賀玉之輔 / 作曲・コーラスアレンジ：有澤孝紀 / 編曲：猪股義周 / 歌：石原慎一
第6・10・14・38話ではインストゥルメンタル版が使用された。
「名探偵は考え中」（第21・40話）
作詞：八手三郎 / 作曲・編曲：前田克樹 / 歌：佐々木望
第24・30・33・34話ではインストゥルメンタル版が使用された。
「ワンダーパワー ロボタック!」（第10・25・43話）
作詞：松本有加 / 作曲・編曲：服部達志 / 歌：LAMUSE
「旅立ちの日」
作詞：八手三郎 / 作曲・編曲：若草恵 / 歌：堀秀行
「GET HIGH!」（第30・32話）
作詞：大賀玉之輔 / 作曲・編曲：河野陽吾 / 歌：鋼鉄兄弟
「いいじゃない」のカップリング曲
上記の他、第1話で「清く正しくカブタック」、第20〜22、26、33、34話で 「阪神タイガースの歌」、第21話で「ン・パカ マーチ」、「ポケモン音頭」、第27話で「世界の国からこんにちは」、第29、34話で「七つの子」、第38話で「ALL MY TRUE LOVE」、第45話で「カルミナ・ブラーナ」が使用された。

## 放送日程
| 放送日         | 放送回 | サブタイトル        | 脚本           | 監督     | 最後の試練 / 試練の書                   | アドバンテージ | 優勝                    | 敗者                                                                                    | 罰ゲーム | 賞品・アイテム         |
| -------------- | ------ | ------------------- | -------------- | -------- | --------------------------------------- | -------------- | ----------------------- | --------------------------------------------------------------------------------------- | --- | ---------------------- |
| 1998年03月08日 | 1      | 犬も歩けば迷探偵    | 山田隆司       | 渡辺勝也 | 障害物レース                            | ダークロー     | ロボタック              | カバドス ダークロー ミミーナ                                                            | ランニングマシーン （カバドス）                                                                                             | ワンダフルート         |
| 3月15日        | 2      | 助けた亀の恩返し    | 山田隆司       | 渡辺勝也 | サバイバルレース                        | ロボタック     | カメロック              | ミミーナ 雪柳カケル 梅田コータ 榊シゲル 橘ミサキ ロボタック カバドス ダークロー         | 無人島でのサバイバル （ミミーナ）                                                                                           |                        |
| 3月22日        | 3      | 迷走!! 巨大すごろく | 宮下隼一       | 岩原直樹 | すごろくレース 玉入れ                   | ロボタック     | ロボタック              | ミミーナ ダークロー 雪柳カケル カバドス カメロック                                      | なし |                        |
| 3月29日        | 4      | 進め!! 少年探偵団   | 西園悟         | 岩原直樹 | 椅子取りゲーム （ロボット限定戦）       | なし           | ロボタック              | ダークロー ミミーナ カメロック カバドス                                                 | 爆弾椅子 （ダークロー） 大砲で月まで飛ばされる （ミミーナ） 落ちてきた岩石に埋もれる （カメロック） 網焼きの刑 （カバドス） | ハナメガネ             |
| 4月05日        | 5      | 怪盗チェリー現る!!  | 山田隆司       | ヒデ・I  | 野球拳 （ロボット限定戦）               | ロボタック     | ダークロー              | カバドス ミミーナ カメロック ロボタック                                                 | 氷責め （ミミーナ） |                        |
| 4月12日        | 6      | 行方不明の初恋捜し  | 山田隆司       | ヒデ・I  | 富士山登山レース （ロボット限定戦）     | カメロック     | ロボタック              | カメロック ダークロー カバドス                                                          | 銭湯の掃除 （カメロック、ダークロー、カバドス）                                                                             |                        |
| 4月19日        | 7      | 笛に呼ばれて犬忙し  | 西園悟         | 坂本太郎 | 鼠小僧レース                            | ロボタック     | カバドス                | ロボタック カメロック 橘ミサキ ミミーナ 雪柳カケル 梅田コータ 榊シゲル ダークロー       | なし |                        |
| 4月26日        | 8      | 犬の一念岩をも砕く  | 扇澤延男       | 坂本太郎 | クルミ割り競争                          | ダークロー     | ロボタック              | カメロック ミミーナ カバドス ダークロー                                                 | なし |                        |
| 5月03日        | 9      | 因縁対決カラスvs亀  | 山田隆司       | 渡辺勝也 | 空き缶積み競争                          | ロボタック     | カメロック              | ロボタック 橘ミサキ ミミーナ カバドス ダークロー                                        | 空き缶拾い （ダークロー）                                                                                                   |                        |
| 5月10日        | 10     | おじさん探偵ド根性  | 宮下隼一       | 渡辺勝也 | リヤカーレース                          | なし           | ロボタック&杉 薫        | カバドス&ダークロー カメロック&コータ&シゲル                                            | 靴磨き （カメロック） | パワーアーム           |
| 5月17日        | 11     | 不死身の男はハゲ頭? | 西園悟         | 岩原直樹 | 泥棒追跡                                | なし           | ロボタック              | カメロック ダークロー カバドス 唐松チハル 杉 薫 雪柳カケル 梅田コータ 榊シゲル 橘ミサキ | なし |                        |
| 5月24日        | 12     | 正義のはぐれカラス  | お～いとしのぶ | 岩原直樹 | 新聞配達レース                          | なし           | カメロック              | ミミーナ ロボタック ダークロー                                                          | 動物に追われる （ロボタック）                                                                                               |                        |
| 5月31日        | 13     | 山茶花さん最悪の日  | 山田隆司       | ヒデ・I  | ロデオ対決                              | ロボタック     | ダークロー              | ロボタック カバドス カメロック                                                          | なし | 金のランドツール       |
| 6月07日        | 14     | 恋する餃子の涙      | 浦沢義雄       | ヒデ・I  | ドンケツトーナメント （ロボット限定戦） | ロボタック     | ロボタック              | カバドス カメロック ミミーナ ダークロー                                                 | なし |                        |
| 6月14日        | 15     | ライバルは天才探偵  | 扇澤延男       | 坂本太郎 | マラソン対決 （ロボット限定戦）         | ロボタック     | ロボタック              | ダークロー カバドス ミミーナ カメロック                                                 | なし |                        |
| 6月28日        | 16     | ボンジュールでーす  | 山田隆司       | 坂本太郎 | PK合戦                                  | 雪柳カケル     | モグラッキー            | ロボタック カバドス ダークロー カメロック 雪柳カケル                                    | なし |                        |
| 7月05日        | 17     | モグラ刑事に乾杯!   | 西園悟         | 渡辺勝也 | ワイン風呂レース                        | 雪柳カケル     | モグラッキー            | ロボタック 榊シゲル 梅田コータ 雪柳カケル カバドス ダークロー                           | なし |                        |
| 7月12日        | 18     | 黒い悪魔の危険な罠  | 宮下隼一       | 渡辺勝也 | 鉄人トライアスロンレース                | なし           | ロボタック              | ダークロー モグラッキー カバドス ミミーナ カメロック                                    | お婆さんの肩たたき （ダークロー）                                                                                           | ランドバッテリー       |
| 7月19日        | 19     | ウサギの恋愛大作戦  | 浦沢義雄       | 岩原直樹 | 古代ローマの神を守る格闘技              | なし           | カメロック （ミミーナ） | カバドス モグラッキー ロボタック ダークロー                                             | なし | レストランのペア招待券 |
| 7月26日        | 20     | 猛虎爆発! トラ会長  | 山田隆司       | 岩原直樹 | バッティングレース                      | ダークロー     | トラボルト              | カバドス モグラッキー カメロック ロボタック ダークロー                                  | なし | 金のランドツール       |
| 8月02日        | 21     | 急展開! 新たな決意  | 山田隆司       | 坂本太郎 | 白の巻その1                             | （競技なし）   | （競技なし）            | （競技なし）                                                                            | （競技なし） | 金のランドツール       |
| 8月09日        | 22     | 邪魔してバンザイ!   | 西園悟         | 坂本太郎 | 白の巻その2                             | （競技なし）   | （競技なし）            | （競技なし）                                                                            | （競技なし） |                        |
| 8月16日        | 23     | 美少女幽霊の秘密    | 浦沢義雄       | 渡辺勝也 | 白の巻その3                             | （競技なし）   | （競技なし）            | （競技なし）                                                                            | （競技なし） |                        |
| 8月23日        | 24     | 熱血ロボ先生の青春  | 扇澤延男       | 渡辺勝也 | 白の巻その4                             | （競技なし）   | （競技なし）            | （競技なし）                                                                            | （競技なし） |                        |
| 8月30日        | 25     | 怪盗チェリー死す!?  | 宮下隼一       | 岩原直樹 | 白の巻その5                             | （競技なし）   | （競技なし）            | （競技なし）                                                                            | （競技なし） |                        |
| 9月06日        | 26     | タカ先生炎の新学期  | 山田隆司       | 岩原直樹 | 白の巻その6                             | （競技なし）   | （競技なし）            | （競技なし）                                                                            | （競技なし） |                        |
| 9月13日        | 27     | 愛の助っ人料理人    | 西園悟         | ヒデ・I  | 白の巻その7                             | （競技なし）   | （競技なし）            | （競技なし）                                                                            | （競技なし） |                        |
| 9月20日        | 28     | 嵐の中の最終試練    | 山田隆司       | ヒデ・I  | 白の巻最終章                            | （競技なし）   | （競技なし）            | （競技なし）                                                                            | （競技なし） | 白のランドツール       |
| 9月27日        | 29     | 腹ペコ探偵を探せ    | 宮下隼一       | ヒデ・I  | 黒の巻その1                             | （競技なし）   | （競技なし）            | （競技なし）                                                                            | （競技なし） |                        |
| 10月04日       | 30     | フラレ男の一発逆転  | お～いとしのぶ | 坂本太郎 | 黒の巻その2                             | （競技なし）   | （競技なし）            | （競技なし）                                                                            | （競技なし） |                        |
| 10月11日       | 31     | 万能電話ワンダホン  | 扇澤延男       | 坂本太郎 | 黒の巻その3                             | （競技なし）   | （競技なし）            | （競技なし）                                                                            | （競技なし） | ワンダホン             |
| 10月18日       | 32     | 合体ロボは犬猿の仲  | 山田隆司       | 渡辺勝也 | 黒の巻その4                             | （競技なし）   | （競技なし）            | （競技なし）                                                                            | （競技なし） | ワンダシード           |
| 10月25日       | 33     | 流れ星を受け止めろ  | 山田隆司       | 渡辺勝也 | 黒の巻その5                             | （競技なし）   | （競技なし）            | （競技なし）                                                                            | （競技なし） | ワンダシードの種       |
| 11月08日       | 34     | 試練の橋を爆破せよ  | 西園悟         | ヒデ・I  | 黒の巻最終章                            | （競技なし）   | （競技なし）            | （競技なし）                                                                            | （競技なし） | 黒のランドツール       |
| 11月15日       | 35     | 最強合体ロボの弱点  | 宮下隼一       | ヒデ・I  | 赤の巻その1                             | （競技なし）   | （競技なし）            | （競技なし）                                                                            | （競技なし） |                        |
| 11月22日       | 36     | 消えた覆面レスラー  | 西園悟         | 坂本太郎 | 赤の巻その2                             | （競技なし）   | （競技なし）            | （競技なし）                                                                            | （競技なし） |                        |
| 11月29日       | 37     | 友情は大切デース!   | 浦沢義雄       | 坂本太郎 | 赤の巻その3                             | （競技なし）   | （競技なし）            | （競技なし）                                                                            | （競技なし） |                        |
| 12月06日       | 38     | チェリーからの挑戦  | 山田隆司       | 渡辺勝也 | 赤の巻その4                             | （競技なし）   | （競技なし）            | （競技なし）                                                                            | （競技なし） |                        |
| 12月13日       | 39     | 初雪に猿ロボの初恋  | 宮下隼一       | 渡辺勝也 | 赤の巻最終章                            | （競技なし）   | （競技なし）            | （競技なし）                                                                            | （競技なし） | 赤のランドツール       |
| 12月20日       | 40     | サンタをくすぐれ!   | 西園悟         | 岩原直樹 | 青の巻その1                             | （競技なし）   | （競技なし）            | （競技なし）                                                                            | （競技なし） |                        |
| 12月27日       | 41     | 除夜の鐘は大嫌い!   | 浦沢義雄       | 岩原直樹 | 青の巻その2                             | （競技なし）   | （競技なし）            | （競技なし）                                                                            | （競技なし） |                        |
| 1999年01月03日 | 42     | 悩めるKのお正月     | 扇澤延男       | 岩原直樹 | 青の巻その3                             | （競技なし）   | （競技なし）            | （競技なし）                                                                            | （競技なし） |                        |
| 1月10日        | 43     | 思い出は最高の宝物  | 宮下隼一       | ヒデ・I  | 青の巻最終章 ↓ 障害物レース             | なし           | ロボタック              | ダークロー&カバドス カメロック モグラッキー ミミーナ スピーダム&マイトバーン            | なし | 青のランドツール       |
| 1月17日        | 44     | 犬と猫! 運命の兄弟  | 山田隆司       | ヒデ・I  | 競技なし                                | 競技なし       | 競技なし                | 競技なし                                                                                | 競技なし |                        |
| 1月24日        | 45     | ロボタック海に死す  | 山田隆司       | ヒデ・I  | 競技なし                                | 競技なし       | 競技なし                | 競技なし                                                                                | 競技なし |                        |

## 放映ネット局
| 放送対象地域  | 放送局             | 系列                          | 備考         |
| ------------- | ------------------ | ----------------------------- | ------------ |
| 関東広域圏    | テレビ朝日         | テレビ朝日系列                | 制作局       |
| 北海道        | 北海道テレビ       | テレビ朝日系列                |              |
| 青森県        | 青森朝日放送       | テレビ朝日系列                |              |
| 岩手県        | 岩手朝日テレビ     | テレビ朝日系列                |              |
| 宮城県        | 東日本放送         | テレビ朝日系列                |              |
| 秋田県        | 秋田朝日放送       | テレビ朝日系列                |              |
| 山形県        | 山形テレビ         | テレビ朝日系列                |              |
| 福島県        | 福島放送           | テレビ朝日系列                |              |
| 新潟県        | 新潟テレビ21       | テレビ朝日系列                |              |
| 長野県        | 長野朝日放送       | テレビ朝日系列                |              |
| 山梨県        | テレビ山梨         | TBS系列                       |              |
| 静岡県        | 静岡朝日テレビ     | テレビ朝日系列                | [ 注釈 137 ] |
| 富山県        | チューリップテレビ | TBS系列                       |              |
| 石川県        | 北陸朝日放送       | テレビ朝日系列                |              |
| 福井県        | 福井放送           | 日本テレビ系列 テレビ朝日系列 |              |
| 中京広域圏    | 名古屋テレビ       | テレビ朝日系列                |              |
| 近畿広域圏    | 朝日放送           | テレビ朝日系列                | [ 注釈 138 ] |
| 島根県 鳥取県 | 山陰放送           | TBS系列                       |              |
| 広島県        | 広島ホームテレビ   | テレビ朝日系列                |              |
| 山口県        | 山口朝日放送       | テレビ朝日系列                |              |
| 香川県 岡山県 | 瀬戸内海放送       | テレビ朝日系列                |              |
| 愛媛県        | 愛媛朝日テレビ     | テレビ朝日系列                |              |
| 高知県        | テレビ高知         | TBS系列                       |              |
| 徳島県        | 四国放送           | 日本テレビ系列                |              |
| 福岡県        | 九州朝日放送       | テレビ朝日系列                |              |
| 長崎県        | 長崎文化放送       | テレビ朝日系列                |              |
| 熊本県        | 熊本朝日放送       | テレビ朝日系列                |              |
| 大分県        | 大分朝日放送       | テレビ朝日系列                |              |
| 鹿児島県      | 鹿児島放送         | テレビ朝日系列                |              |
| 沖縄県        | 琉球朝日放送       | テレビ朝日系列                |              |

## 映像ソフト化
発売元はいずれも東映ビデオ。
- ビデオ（VHS、セル・レンタル共通）全12巻が1998年10月9日 - 1999年9月10日にかけてリリースされている[1]。それまでは番組終了後にリリースされるのが常だったが、本作品以降は番組放送中のリリースへと移行することとなった。
- テレビシリーズを再編集したヒーロークラブのビデオが3巻リリースされている。

## オリジナルビデオ
テツワン探偵ロボタック&カブタック 不思議の国の大冒険
1998年12月11日リリース。『ビーロボカブタック』とのクロスオーバー作品であるが、物語の舞台ならびに登場人物の設定は両作品のテレビシリーズとは異なる。

## CS放送・ネット配信
CS放送
- 東映チャンネル…2009年10月 - 2010年4月（「GO! GO! ヒーローズ」枠）、2012年4月 - 9月（「メタルヒーロータイム」枠）

ネット配信
- 東映特撮 YouTube Official…2017年11月26日 - 2018年5月6日、2022年2月18日 - 7月22日